# Jacques Botherel
Jacques Botherel (ur. 1 grudnia 1946 w Trinité-sur-Mer) – francuski kolarz szosowy, zawodowiec w latach 1971–1974.

## Kariera
Największy sukces w karierze Jacques Botherel osiągnął w 1965 roku, kiedy zdobył złoty medal w wyścigu ze startu wspólnego amatorów podczas mistrzostw świata w San Sebastián. W zawodach tych wyprzedził bezpośrednio Hiszpana José Manuela Lasę oraz Włocha Battistę Montiego. Był to jednak jedyny medal wywalczony przez Botherela na międzynarodowej imprezie tej rangi. Ponadto w 1968 roku był drugi w Circuit de la Sarthe, w 1974 roku zajął drugie miejsce w GP Ouest-France. Trzykrotnie startował w Tour de France, najlepszy wynik osiągając w 1973 roku, kiedy zajął 71. miejsce w klasyfikacji generalnej. Nigdy nie wystąpił na igrzyskach olimpijskich.

## Najważniejsze zwycięstwa i sukcesy
- 1965
  - mistrzostwo świata amatorów w wyścigu ze startu wspólnego
- 1967
  - etap w Ronde van België amatorów
- 1972
  - 2. Trophée des Grimpeurs
- 1974
  - 2. GP Ouest-France